# Dom kommer kliva på dig igen
"Dom kommer kliva på dig igen" är en låt av den svenska popartisten Håkan Hellström, släppt som den andra singeln från albumet Ett kolikbarns bekännelser den 20 april 2005. Låten, som är skriven och producerad av Hellström tillsammans med producenten Björn Olsson, nådde som högst plats 24 på den svenska singellistan. Singelns B-sida heter "Evert Taube" och är, precis som namnet antyder, en hyllning till Evert Taube. "Evert Taube" skrevs av Hellström tillsammans med kompbandsgitarristen Daniel "Hurricane" Gilbert.
Det har också gjorts en video till låten, som regisserades av Daniel Eskils & Johan Juncker 2005.

## Låtlista
1. "Dom kommer kliva på dig igen" (Hellström/Olsson) – 3:27
2. "Evert Taube" (Hellström/Gilbert) – 4:51

## Listplaceringar
| Lista (2005) | Topplacering |
| ------------ | ------------ |
| Sverige      | 24           |

### Fotnoter
1. ↑  Placeringar på den svenska singellistan